# Acacia difficilis
Acacia difficilis är en ärtväxtart som beskrevs av Joseph Henry Maiden. Acacia difficilis ingår i släktet akacior, och familjen ärtväxter. Inga underarter finns listade i Catalogue of Life.